# 王俭烈士纪念碑
王俭烈士纪念碑位于中国黑龙江省哈尔滨市方正县伊汉通乡得莫利村东侧，是为纪念王俭烈士而立。该纪念碑重建于1983年11月21日。